# Blagoveshchensky (huyện của tỉnh Amur)
Huyện Blagoveshchensky (tiếng Nga: ? райо́н) là một huyện hành chính tự quản (raion), của Tỉnh Amur, Nga. Huyện có diện tích 2551 km². Trung tâm của huyện đóng ở Blagoveschensk.